# 영월인편상구조대

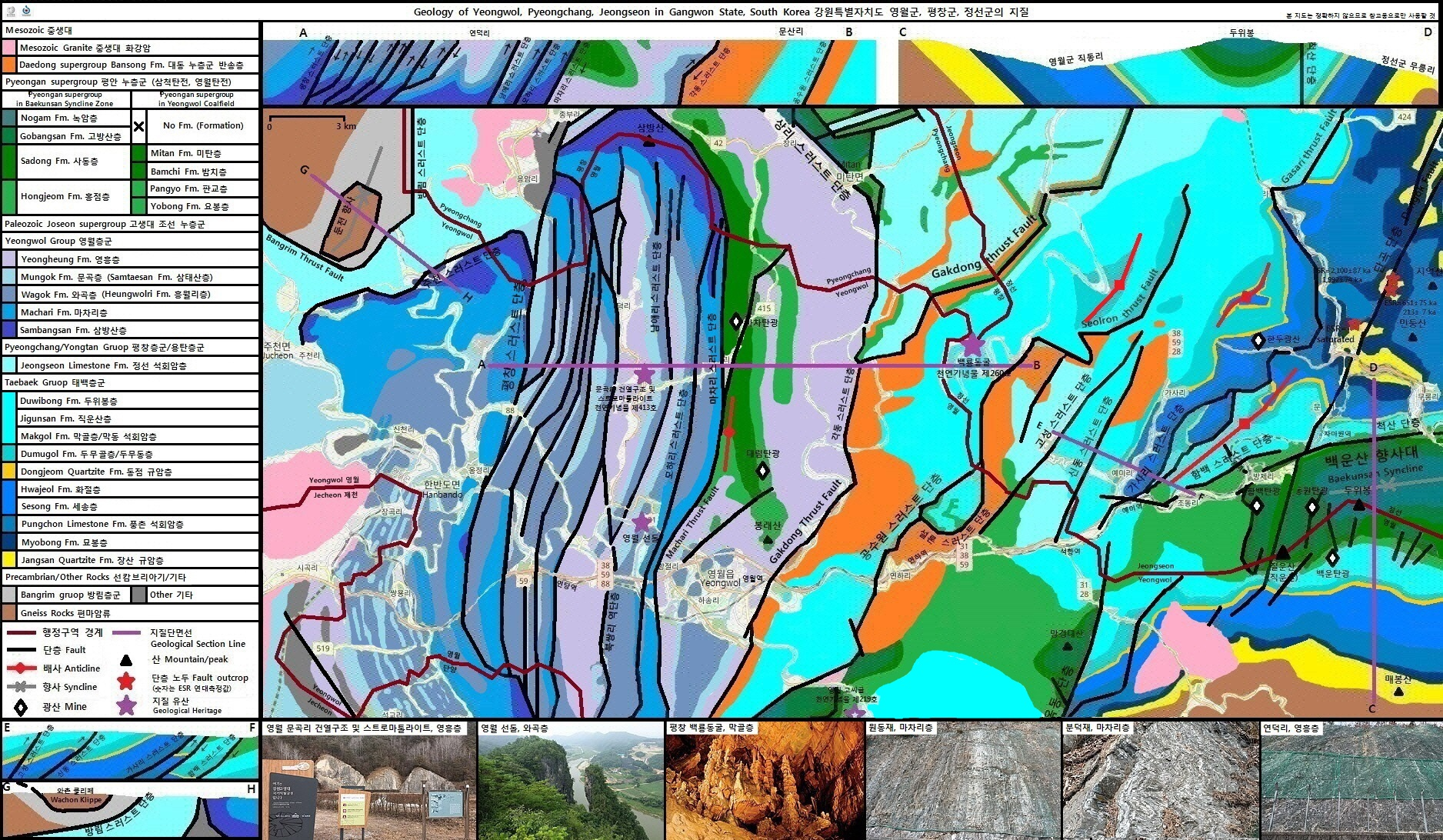
강원특별자치도 영월군 북면과 남면 일대에 분포하는 영월인편상구조대 (영월 스러스트 시스템)의 모습.

영월인편상구조대(寧越鱗片狀構造帶, Yeongwol Imbricate Structure Zone) 또는 영월 스러스트 시스템(Yeongwol Thrust System)은 영월군 북면과 남면 지역에 발달하는 일련의 스러스트 단층의 집합체들이며, 고생대 조선 누층군 영월층군의 분포를 규제하는 중요한 지질 구조이다. 영월 스러스트 시스템은 과거 인편팬 구조로 해석되었으나 최근에는 듀플렉스 구조인 것으로 해석된다. 영월 스러스트 시스템은 대략 남-북 방향의 주향을 가지고 서쪽으로 기울어진 다수의 스러스트 단층들로 구성되며 조선 누층군 영월층군의 지층들이 일련의 스러스트 단층들에 의해 반복되어 나타난다. 야외에서는 이들 스러스트 및 역단층이 직접 관찰되거나, 단층과 관련된 단층암과 습곡들이 관찰된다.

## 영월인편상구조대의 지질
조선 누층군 영월층군(寧越層群, Joseon supergroup Yeongwol group) 또는 영월형 조선 누층군(Yeongwol-Type Joseon supergroup)은 조선 누층군 중 강원특별자치도 영월군 북면 및 남면 지역의 영월인편상구조대를 중심으로 분포하고 있는 지층군으로, 하부로부터 삼방산층, 마차리층, 와곡층, 문곡층, 영흥층으로 구성된다. 하부 3개 층은 캄브리아기에, 상부 2개 층은 오르도비스기에 해당하는 것으로 해석된다. 최하부의 삼방산층만이 쇄설성 퇴적물을 포함하며 나머지는 주로 석회암이나 돌로마이트와 같은 탄산염암으로 구성된다. 평창 스러스트 단층과 마차리 스러스트 단층 사이의 지역에서 발달하는 스러스트 단층들에 의해 영월층군의 각 지층들이 여러 차례 반복되어 분포하고 이들 스러스트 단층에 수반된 습곡 구조가 발달한다. 영월층군은 동쪽으로 각동 스러스트 단층, 북쪽으로는 상리 스러스트 단층에 의해 분포가 규제된다.
영월인편상구조대는 스러스트 판 내에 영흥층이 포함되는지 여부에 따라 반복 양상이 달라진다. 이는 영월 지역의 흥미로운 지질학적 특성으로, 평창 스러스트의 서편 및 마차리 스러스트 단층 및 각동 단층 사이 지역에서는 조선 누층군 영월층군과 평안 누층군이 모두 반복되며 분포하지만, 평창 스러스트와 마차리 스러스트 사이 지역에서는 평안 누층군이 분포하지 않고 조선 누층군 영월층군만 스러스트 단층에 의해 반복된다. 특히 이 지역에서는 중앙에 영흥층이 두껍게 분포하는 지역을 기준으로, 동편의 스러스트들은 영월층군 최하부의 삼방산층부터 최상부의 영흥층까지 모든 층서를 반복시키지만, 서편의 스러스트들은 판 내에 최상부의 영흥층은 포함하지 않는다.
평안 누층군은 마차리 스러스트 단층 동부에만 분포하고 서부에는 없는 것으로 알려져 있으나 이상규 외(1999)가 영월인편상구조대가 발달하는 영월군 북면 마차리-문곡리 지역의 지방도 제413호선을 따라가는 물리탐사 측선에서 스칼라 CSAMT 조사를 실시한 결과 탐사 측선의 서측 심부에서 저비저항대가 발견되었다. 이 저비저항대의 비저항 범위는 한국의 탄전지대에 분포하는 사암과 셰일의 비저항 범위에 해당해, 탄질~사질셰일을 포함하는 평안 누층군의 존재 가능성을 배제할 수 없다고 결론 지어졌다.

## 듀플렉스 기하 구조
스러스트 단층 또는 충상단층은 지각에 횡압력이 작용할 때 형성되며 주로 조산 운동이 활발한 지역에 비대칭 습곡과 함께 빈번히 관찰된다. 스러스트 단층은 오래된 암석을 더 젊은 암석의 위로 충상시키는데, 이때 이동된 상반의 오래된 암석들을 스러스트 판(Thrust Sheet, 스러스트 시트)이라 한다. 포로암(捕虜巖, Horse)은 스러스트 판이 상부와 하부 모두가 단층에 의해 둘러싸여 있는 것으로 이 포로암이 모여 있는 경우를 듀플렉스(Duplex)라 한다. 듀플렉스는 바닥 스러스트(Floor thrust)와 지붕 스러스트(Roof Thrust) 및 이들 사이의 인편상 스러스트(Imbricate thrust)들에 의해 사방이 둘러싸인 포로암들로 구성된다. 또한 스러스트 판들이 지붕의 기와장이 쌓여 있는 것과 같은 형태를 인편상구조(鱗片狀構造, Imbricate structure)라 한다.
보이어와 엘리엇(1982)은 스러스트 시스템을 인편팬(鱗片―, Imbricate Fan)과 듀플렉스(Duplex)로 구분하고, 스러스트 단층면의 경사와 판의 이동거리 등에 따라서 듀플렉스를 후방 경사 듀플렉스(Hinterland Dipping Duplex), 배사형 듀플렉스(Antiformal Stack), 전방 경사 듀플렉스(Foreland Dipping Duplex)로 구분하였다. 인편팬과 듀플렉스의 차이는, 인편팬은 여러 조의 스러스트 단층들이 바닥 스러스트로부터 갈라져 나와 단층 팁(tip; 끝부분)선을 형성하여 지붕 스러스트가 없지만, 듀플렉스는 상부에 지층에 평행한 지붕 스러스트가 존재한다. 또 인편팬은 하부에 후부 분절선만을 가지지만 듀플렉스는 인편팬과 달리 지붕 스러스트가 존재하기 때문에 전부 분절선(前部分節線, leading branch line)을 형성한다.
영월 스러스트 시스템은 고바야시(1953)에 의해 '영월인편상구조대'가 제안된 이래로 단순한 인편팬(Imbricate fan) 형태로 해석되어 왔으나 이러한 해석은 스러스트 시스템을 인편팬과 듀플렉스로 구분하는 개념이 등장하기 이전의 해석에 바탕을 둔 것이기 때문에 기존의 영월인편상구조대 지역에 듀플렉스 시스템을 적용해 볼 필요성이 제기되었다.
2012년 태백산분지 이산화탄소의 지중저장 적합성을 조사하는 중에 연구진들은 영월 스러스트 시스템의 기하학적 구조를 분석하였다. 이 지역에서는 인편팬과 듀플렉스를 구분하는 중요한 지시자인 지붕 스러스트와 전부 분절선이 이미 침식으로 소멸되었으나 연구 지역의 스러스트 단층들이 서쪽으로 경사지고 동쪽으로 이동했으며 지질도 상에 두 개의 후부 분절선을 나타내는 것에 근거해 영월 스러스트 시스템을 후방 경사 듀플렉스일 가능성이 높은 것으로 해석하였다.
장이랑 외(2015)는 스러스트 시스템의 개념을 적용한 구조기하학 및 운동학적 해석을 바탕으로 이 스러스트 단층들을 듀플렉스 시스템으로 새롭게 제안하였다. 영월 스러스트 시스템에서, 습곡된 인편팬(folded imbricate fan) 모델은 평창 스러스트 단층과 마차리 스러스트 단층 사이에 평안 누층군과 같은 후기 고생대~초기 중생대 층서의 부재를 설명하기에 부적합하다. 그보다는, 영월 스러스트 시스템은 듀플렉스 모델로 설명될 수 있다. 암맥과 구조동시성 퇴적암의 저어콘에 대한 SHRIMP U-Pb 연대측정 결과 초기 쥐라기와 제3기에 스러스트 단층의 제한적인 재활동이 있었던 것으로 드러났다.
장이랑(2019)은 지질구조에 대한 구조기하학 및 키네마틱스 해석을 바탕으로 영월 스러스트 시스템은 후방 경사 듀플렉스, 또는 주요 인편상 스러스트와 커넥팅-스플레이로 구성된 듀플렉스(connecting-splay duplex) 두 가지 모델로 설명하였다. 
전자의 경우, 주천-평창 스러스트 단층이 지붕 스러스트의 역할을 하며, 지붕 스러스트는 그 상반에 조선 누층군 영월층군과 (마차리 스러스트 단층 동쪽에만 분포하는) 평안 누층군의 전체 층서를 포함할 수 있으나, 하반의 포로암 내에는 지붕 스러스트에 의해 조선 누층군 영월층군의 지층들만이 반복될 수 있다. 이 경우 상반에 평안 누층군을 포함하는 각동 스러스트 단층은 분리 단층으로부터 파생된 인편상 스러스트 단층으로 해석된다. 
후자의 경우, 3개의 주요 인편상 스러스트들이 먼저 생성되며 이들에 의해 평창 스러스트와 마차리 스러스트 사이의 지역은 스러스트 판 내에 영흥층이 포함되지 않는 서편과 포함되는 동편으로 구분된다. 
고각의 지층과 스러스트 단층들이 반복되고, 듀플렉스를 구성하는 각 포로암 내에 서로 다른 층서 패키지가 포함되는 등 여러 간접적인 증거들이 후자의 모델을 지지하나 영월 스러스트 시스템의 경우 침식에 의해 지붕 스러스트를 포함하는 상부 구조가 모두 날아가 원래의 형태를 확인할 수 없기 때문에 장이랑은 둘 중 어느 것이 더 적합한지를 판단하지는 못하였다. 그리고 영월 스러스트 시스템의 구조 해석을 위해 추가적인 야외 지질조사와 단층의 생성 및 활동시기를 알아내기 위한 지구연대학적 연구를 주문하였다.

## 구성
역단층 중에서 경사가 45°이하인 단층을 스러스트 단층 또는 충상단층(衝上斷層)이라 한다. 영월인편상구조대의 주요 단층으로는 서쪽에서부터 평창 스러스트 단층, 북쌍리 역단층, 남애리 스러스트 단층, 모하리 스러스트 단층, 마차리 스러스트 단층, 상리 스러스트 단층, 각동 스러스트 단층, 공수원 스러스트 단층이 있으며 이름이 알려진 이들 충상단층 사이에도 다수의 소규모 스러스트 단층들이 발달한다. 평창 스러스트 단층 동쪽에서는 이들 스러스트 단층들에 의해 조선 누층군 영월층군 삼방산층, 마차리층, 와곡층, 문곡층, 영흥층이 여러 차례 반복되어 나타난다. 조선 누층군 영흥층의 경우 기존에 지층의 두께가 400 m 또는 750 m에 이를 것으로 제안되었으나 이는 영월인편상구조대의 습곡과 쐐기단층(wedge Fault)에 의해 실제보다 두껍게 측정되었을 가능성이 있다.

### 평창 스러스트 단층
평창 스러스트 단층(平昌 斷層, Pyeongchang Thrust Fault; PF)은 평창군 평창읍에서 영월군 북면 덕상리, 한반도면 옹정리를 지나 남면 창원리까지 이어지는 남-북 주향의 스러스트 단층으로 그 연장은 20 km 이상이다. 1962년 처음 보고된 이 단층은 영월 스러스트 시스템 최서단의 단층이며 남쪽 끝인 충청북도 단양군 영춘면 장발리-가곡면 향산리 경계 지역에서 마차리(각동) 스러스트 단층과 만나 가지선(branch line)을 형성한다. 지질도 상으로 평창군 대화면 평창역 부근까지는 연장되나 북쪽 연장은 모호하다. 주천-평창 스러스트(Jucheon–Pyeongchang thrust)라 하여 영월군 주천면으로 이어지는 주천 스러스트 단층과 같은 단층으로 해석되기도 한다.
영월군 북면 덕상리 종지봉 인근에 소재한 용수골 인근에서는 도로변을 따라 북동쪽으로 마차리층, 삼방산층 및 문곡층 노두가 차례로 나타나며 마차라층과 삼방산층 노두에서는 등사습곡이 관찰된다. 이들과 계곡을 사이에 두고 나타나는 문곡층 노두에서는 습곡과 단층 구조가 복잡한 형태로 나타난다. 이 지점은 평창 단층이 보고된 곳으로, 여기서 관찰된 구조들은 마차리층과 삼방산층이 문곡층과 경계하고 있는 단층이 존재함을 지시하고 있다. 이 지점에서 남쪽으로 약 7 km 떨어진 영월군 한반도면 옹정리에서도 지질도 상의 평창 단층 위치에서 다수의 단층 및 습곡이 복잡한 형태를 이루고 나타나는 단층대가 드러나 있다. 단층대는 도로를 따라 약 150 m가량 나타나며, 단층과 관련된 습곡과 단층암(fault rock)이 관찰된다. 평창 단층의 하반(평창 단층의 동측)에는 조선 누층군의 삼방산층, 마차리층, 와곡층 및 문곡층이 스러스트 판을 이루면서 비대칭적으로 반복되어 나타난다. 이 지층들의 주향 및 경사는 일관되게 고각을 보이기 때문에 이들 지층들은 습곡이 아닌 단층에 의해 반복되는 것으로 보인다.

### 남애리 스러스트 단층
남애리 스러스트 단층(Namaeri thrust Fault; NAT)은 남애리 일대에서 명명된 스러스트 단층으로, 캄브리아기 와곡층을 오르도비스기 영흥층 위에 올려놓는 스러스트 단층으로 해석된다. 이 단층의 북쪽 연장으로 생각되는 갈치재 일대에서 구조적으로 와곡층이 영흥층 위에 놓이는 단층대가 다수의 단층 및 관련 습곡이 복잡한 형태를 이루며 나타난다. 이 노두의 위치는 캄브리아기 와곡층이 오르도비스기 영흥층 위에 나타나는 남애리 스러스트 단층에 해당하며, 단층대를 이루는 습곡 및 단층의 이동 방향은 본 단층의 이동 방향이 동쪽임을 지시한다.

### 모하리 스러스트 단층
모하리 스러스트 단층(Mohari thrust Fault, MHT)는 남애리 스러스트 단층 동쪽에 있는 단층으로 조선 누층군 마차리층이 와곡층 위에 놓이며, 상반이 동쪽으로 이동한 스러스트 단층이다. 모하리 스러스트 단층의 상반은 영흥층, 문곡층 및 마차리층(북부에서는 삼방산층도 일부 포함됨)을 포함한다. 지질도 상에 문곡층과 와곡층의 두께가 변하는 것이 나타나는데, 이는 와곡층 내부에 존재하는 쐐기단층과 문곡층 내부에 존재하는 힌지가 남-북 방향인 습곡 때문으로 해석된다.

### 마차리 스러스트 단층
마차리 스러스트 단층(磨磋里 斷層, Machari Thrust Fault; MCT)은 영월군 북면 마차리를 중심으로 남-북으로 발달하는 스러스트 단층이다. 조선 누층군 마차리층을 평안 누층군(또는 영흥층) 위로 충상시켰으며, 상반이 동쪽으로 이동하는 스러스트로 해석된 단층이다. 지방도 제413호선을 따라 동쪽으로 마차리 일대에서 나타나는 도로변 노두들에서는 대부분의 지층들이 서쪽으로 경사하는 것이 관찰된다.

### 공수원 스러스트 단층
공수원 스러스트 단층(Gongsuwon Thrust Fault; GTF)은 예미리 부근에서 영월읍 흥월리까지 이어지는 북동-남서 주향의 스러스트 단층이다. 고생대 조선 누층군 태백층군을 중생대 대동 누층군 반송층 위로 충상시킨다. 충상된 조선 누층군 태백층군 막동 석회암층과 아래에 놓인 대동 누층군 반송층 사이에 고각으로 발달한 단층이다. 반송층 응회암에서의 SHRIMP U-Pb 저어콘 연대는 1억 8700만 년 전으로 보고되었는데, 그 암석은 단층을 따라 노출된 가장 젊은 암석이기 때문에, 공수원 스러스트 단층의 가능한 (재)활동 연대는 이 시기로 해석된다. 최근에는 역암에서 6500만년 전의 SHRIMP U-Pb 저어콘 연대가 보고되어, 공수원 스러스트 단층이 최소한 신생대 고제3기 팔레오세에 재활동했음을 나타냈다.

### 북쌍리 역단층
북쌍리 역단층(北雙里 逆斷層, Bukssangri Reverse Fault; BRF)은 영월군 남면 북쌍리에 나타나는 역단층이다. 지질도 상으로 두께가 약 1.4 km 로 나타나는 두꺼운 영흥층을 기준으로 서편과 동편에 분포하는 스러스트 단층들 이외에, 이들을 가로지르며 역단층이 나타난다. 지질도 상에서는 역단층의 자취(fault trace)가 영월군 남면 남쪽 끝부분에서 상대적으로 두껍게 나타나는 중앙 영흥층의 동쪽 경계를 따라 북쪽으로 이어지다가, 국도 제38호선 부근에서 영흥층을 가로지르며, 서쪽방향으로 발달하는 것으로 나타난다. 1962년 태백산지구지하자원조사단이 발간한 지질도에 따르면 이 역단층은 단순히 주변 지층의 불연속성을 설명하기 위한 추정단층(inferred fault)으로 제시되었고, 국도 제38호선을 기준으로 그 북쪽의 단층 자취는 모호하게 제안되었다. 영월 시내에서 서쪽으로 5km 떨어진 북쌍리 일대 영흥층 내에서는 도로를 따라 약 400 m의 단층대 노두가 관찰되었다. 단층과 관련되어 나타나는 이러한 습곡은 단층의 이동 방향이 서쪽임을 지시한다.

### 각동 스러스트 단층
각동 스러스트 단층(覺洞 斷層, Gakdong Thrust Fault) 또는 각동-상리 스러스트 단층(Gakdong-Sangri Thrust Fault)은 요시무라(1940)에 의해 영월군 영월읍에서 덕포리 스러스트 단층(Deokpori Thrust Fault)이라는 이름으로 처음 보고되었으며 조선 누층군 태백층군과 영월층군의 중요한 경계로 제시되었다. 지질도 상으로 영월읍 북부 문산리, 거운리에서 삼옥리와 영월역(덕포리), 흥월리를 지나 단양군으로 이어지는 북동-남서 주향의 스러스트 단층이다. 조선 누층군 태백층군은 이 단층 남동부에만, 영월층군은 이 단층 북서부에만 분포하며 영월군 영월읍 문산리에서 단양군 단성면까지 대동 누층군 반송층이 이 단층을 따라 길게 분포한다. 북동-남서 주향의 단층의 자취는 단양군에서 영월군 남서부 지역까지 이어지나, 영월읍 삼옥리 부근에서 주향이 북북동-남남서 혹은 남-북으로 변한다. 이 단층에 의해 고생대 조선 누층군 영흥층이 중생대 대동 누층군 반송층 위로 충상되어 있다.
- 태백산지구지하자원조사단(1962)에 의하면 각동 스러스트 단층은 충청북도 단양군 단양읍과 단양역 사이에서 시작하여 북동 30°의 주향으로 영월군 남면을 지나 정선군 정선읍 북실리 부근에서 소멸된다.
- 영월군 영월읍 덕포리에서 이 단층의 주향과 경사는 북동 25° 및 북서 35°이며, 고생대 오르도비스기 조선 누층군 영흥층을 중생대 쥐라기 대동 누층군 반송층 위에 올려 놓는다.[5]
- 단양군 지역에서는 남한강을 따라 북동-남서 방향으로 발달하며 이 단층에 의해 고생대 오르도비스기의 영월형 조선 누층군이 중생대 쥐라기의 대동 누층군 반송층 위로 충상(衝上)되었고, 이 단층을 경계로 그 동(남)쪽에 두위봉형 조선 누층군이, 서(북)쪽에 영월형 조선 누층군이 분포한다.[13]

## 같이 보기
- 한국의 단층
- 한국의 지질
- 조선 누층군 (삼방산층, 마차리층, 와곡층, 문곡층, 영흥층)
- 평안 누층군
- 영월군의 지질
- 단양군의 지질
- 스러스트 단층